# USS Alabama (BB-60)
USS Alabama (BB-60) byla bitevní loď námořnictva Spojených států amerických sloužící v letech 1942-1947. Byla to čtvrtá a zároveň poslední jednotka třídy South Dakota. Slouží jako muzejní loď ve válečném muzeu ve městě Mobile v Alabamě.

## Výzbroj

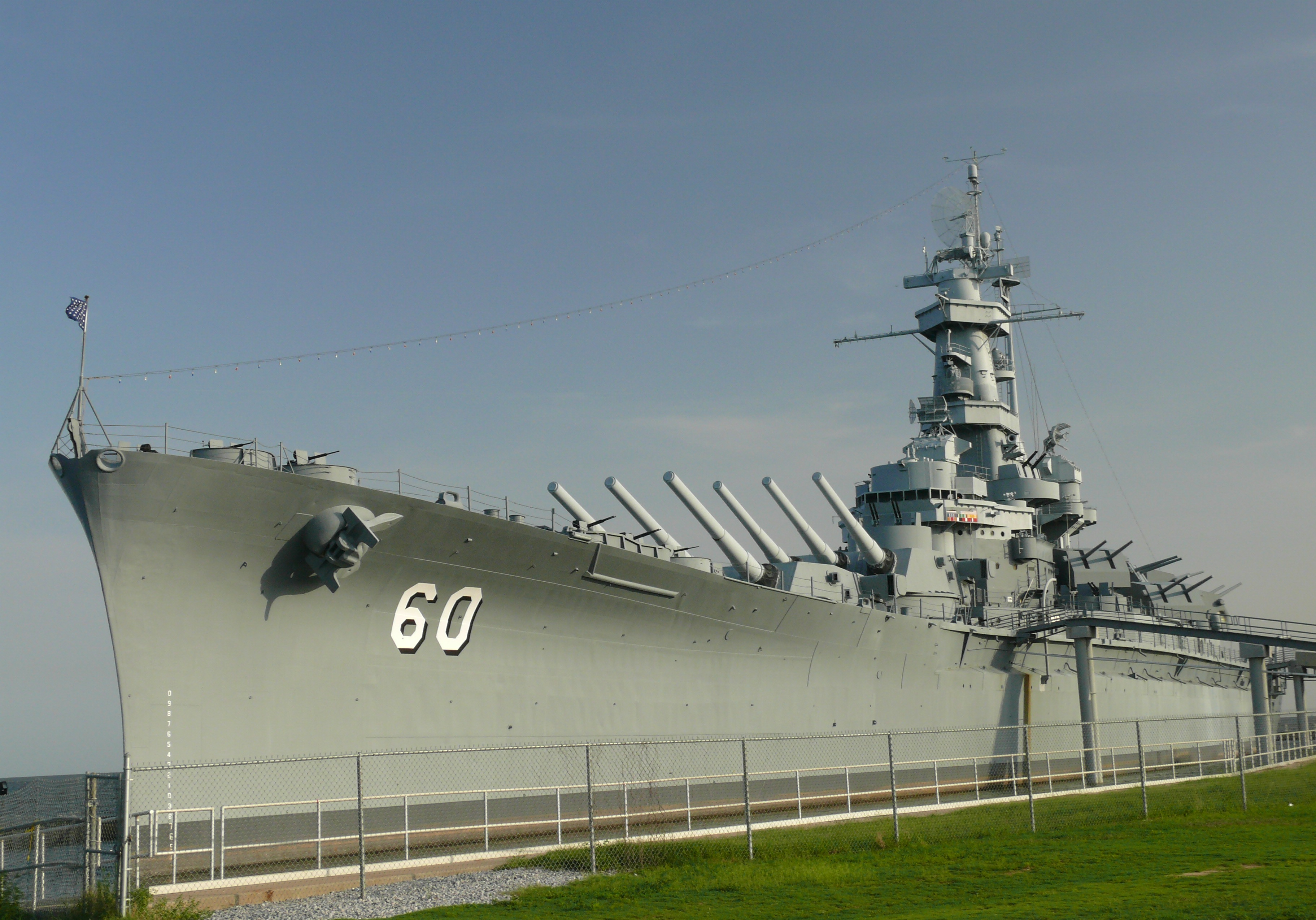
USS Alabama už jako muzeum, 2007

Hlavní zbraňový systém lodi Alabama tvořily 3 tříhlavňové střelecké věže s děly Mk 6. Tato děla měla ráží 406 mm a jejich dostřel byl až 37 km. Sekundární zbraňový systém tvořilo 10 dvojhlavňových víceúčelových děl Mk 12, které měly ráží 127 mm. Protiletadlovou obranu tvořilo 6 čtyřhlavňových kanónů Bofors ráže 40 mm a 35 kanónů Oerlikon ráže 20 mm. Šrapnely pro kanóny Bofors vážily 0,9 kg a šrapnely pro kanóny Oerlikon vážily 0,12 kg. Nakonec ještě loď nesla 3 hydroplány Vought OS2U Kingfisher.